# Microsphère
Une microsphère est une petite particule de géométrie sphérique avec un diamètre de l'ordre du micromètre (entre 1 μm et 1 mm). Les microsphères sont parfois appelées « microparticules » ou microperles.
Les microsphères sont obtenues à partir de différents matériaux naturels ou synthétiques. Des microsphères de verre, de polymères (microbilles de plastique notamment) ou de céramique sont disponibles dans le commerce. 
Elles peuvent être pleines ou creuses selon l'application à laquelle on les destine, avec donc des densités très différentes. Les microsphères creuses sont souvent utilisées pour alléger un matériau, tandis que les microsphères pleines ont de très nombreuses applications selon le matériau qui les compose et leur taille.

## Microsphères polymères
Les microsphères de polyéthylène et de polystyrène sont les deux types les plus courants de microsphères de polymère.

### Microsphères de polystyrène
Les microsphères de polystyrène sont couramment employées en biologie médicale car elles permettent de simplifier le tri de cellules ou l'immunoprécipitation. Les protéines et les ligands sont facilement absorbés sur le polystyrène, et de façon permanente, ce qui rend les microsphères de polystyrène précieuses pour la recherche médicale et l'expérimentation au laboratoire de biologie.

### Microsphères de polyéthylène
Les microsphères de polyéthylène sont couramment employées comme agent de remplissage et pour de nombreux autres usages, dans le domaine des cosmétiques notamment, depuis les années 1990, où elles contribuent à la pollution par les plastiques. 
Leur faible température de fusion permet aux microsphères de polyéthylène de créer des structures poreuses en céramique ou avec d'autres matériaux. 
Leur grande sphéricité et la disponibilité de microsphères colorées ou fluorescentes les rendent très utiles dans la visualisation des flux et l'étude de la mécanique des fluides, en microscopie, dans la recherche des dysfonctionnements de systèmes et dans de nombreuses applications en recherche. On utilise également des microsphères de polyéthylène chargées électriquement dans les affichages numériques à papier électronique.

## Microsphères de verre

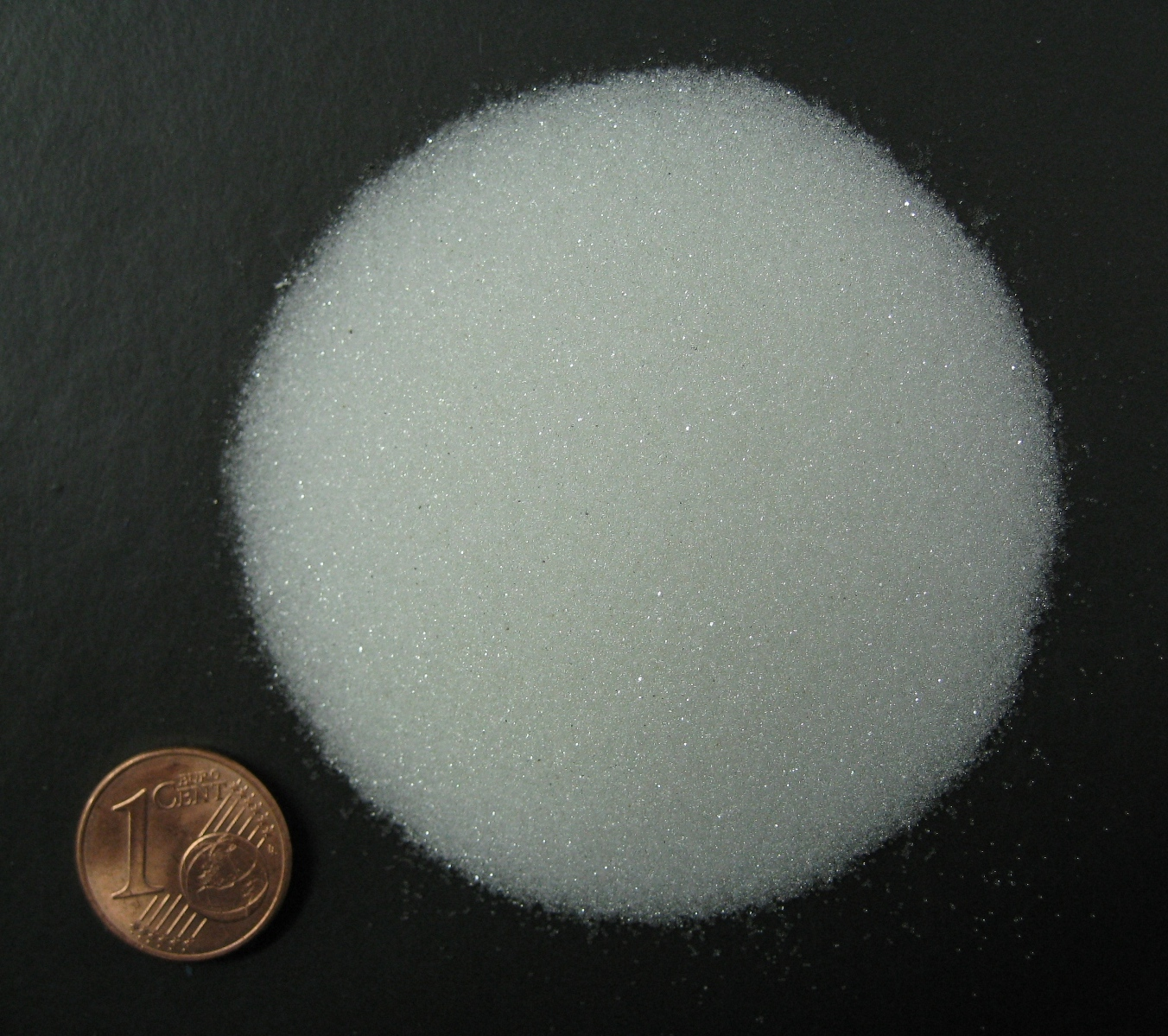
Microsphères de verre

Les microsphères de verre sont principalement utilisées comme charge de remplissage ou de volume, pour réduire le poids de certains composés, comme charge renforçante de résines, comme éléments réfléchissants dans la peinture des routes, en cosmétique et dans les adhésifs. Il existe également quelques applications en technique médicale.

## Microsphères de céramique
Ces microsphères sont de types très différents en qualité, sphéricité, dimension et distribution de taille. Chaque application utilise une microsphère adaptée.

## Applications
Chaque jour de nouvelles applications sont trouvées aux microsphères. 
En voici quelques-unes :
- dosage — des microsphères enrobées fournissent des outils de mesure intéressants en biologie et en recherche pharmaceutique ;
- flottabilité — on utilise des microsphères creuses pour abaisser la densité de matières plastiques (microsphères de verre ou de polymère) ;
- céramique — permettent de créer des céramiques poreuses pour la réalisation de filtres (les microsphères en polyéthylène fondent au cours de la cuisson) ;
- cosmétique — on utilise des microsphères de plastique opaques pour cacher les rides et donner des couleurs, les microsphères donnent aussi une sensation de douceur au cours de l'application ;
- galénique — gélules contenant des billes se délitant doucement et permettant un effet retard (polymère) ;
- papier électronique — microsphères chargées ;
- soin personnel — se trouvent dans les crèmes comme agent exfoliant (polyéthylène) ;
- cale d'espacement — dans les écrans à cristaux liquides pour obtenir un espacement précis entre les plaques de verre (microsphères de verre) ;
- normalisation — des microsphères calibrées permettent d'étalonner des cribles à particules et des systèmes de comptage ;
- dispositif rétro-réfléchissant — des microsphères de verre sont déposées à la surface de la peinture des bandes sur les routes pour augmenter leur visibilité ;
- épaississant — comme additif dans les peintures et les époxydes pour modifier leur viscosité ou leur flottabilité.

## Protocellules biologiques
Certains scientifiques considèrent microsphères ou protocellules protéiques comme de petits grains sphériques qui pourraient être une étape clef de l'origine de la vie.
En 1953, Stanley Miller et Harold Urey démontrent que nombre de molécules biologiques pourraient se former spontanément à partir de précurseurs composés inorganiques dans des conditions de laboratoire censées reproduire celles qui régnaient sur Terre avant le début de la vie. Le grand intérêt de cette expérience tient aux acides aminés obtenus en quantité substantielle, ceux-ci étant les composants des protéines.
En 1957, Sidney Fox montre qu'on peut faciliter la polymérisation de mélanges secs d'acides aminés par chauffage modéré. Ensuite, les polypeptides ou les protéinoïdes obtenus sont dissous dans de l'eau chaude, puis on laisse la solution refroidir. Il se forme alors de petites coques sphériques (microsphères) de l'ordre de 2 μm de diamètre. Sous des conditions favorables, les microsphères vont « bourgeonner » et on voit apparaître de nouvelles sphères à leur surface.
Bien que se rapprochant en apparence des cellules biologiques, les microsphères ne sont pas vivantes. Si elles se reproduisent de manière asexuée par bourgeonnement, elle ne mettent pas en œuvre de matériel génétique. Pourtant, les microsphères ont pu jouer un rôle important dans le développement de la vie en fournissant une membrane fermée semblable à celle d'une cellule. Les microsphères, de la même façon que les cellules, peuvent grossir et comportent une double membrane qui permet la diffusion de substances et l'osmose. Sydney Fox pose l'hypothèse que si ces microsphères deviennent plus complexes elles peuvent assurer des fonctions plus proches de la vie. Elles pourraient devenir hétérotrophes, c'est-à-dire des organismes susceptibles de tirer leurs nutriments du milieu extérieur pour assurer leur croissance et leurs besoins énergétiques. Comme, avec le temps, les nutriments du milieu extérieur se font plus rares, la compétition pour se nourrir devient plus rude. Les organismes hétérotrophes qui utilisent les réactions biochimiques les plus complexes auront un avantage dans cette lutte. Ce sont les organismes qui auront développé l'usage de la photosynthèse comme source d'énergie qui se développeront.

## Recherche contre le cancer
Une découverte importante issue de la recherche sur les microsphères est de pouvoir combattre le cancer au niveau moléculaire. 
Selon les cancérologues du Wake Forest University Baptist Medical Center : 
« les microsphères de caoutchouc isoprène-styrolène (PIR) sont des sphères de polyester radioactives qui émettent un rayonnement béta. Les médecins insèrent un cathéter à travers l'aine dans l'artère hépatique et envoient des millions de microsphères directement à l'endroit de la tumeur. Les microsphères de caoutchouc isoprène-styrolène attaquent les cellules cancéreuses du foie tout en épargnant les cellules saines. Environ 55 médecins dans plus de 60 centres utilisent les microsphères de caoutchouc isoprène-styrolène Sirtex ».